# Красное (посёлок, Москва)
Красное — посёлок в Троицком административном округе Москвы (до 1 июля 2012 года в составе Подольского района Московской области). Входит в состав поселения Краснопахорское.
Фактически посёлок представляет собой одно целое с одноимённым селом Красное, но согласно ОКАТО, село и посёлок разделены на два отдельных населённых пункта.

## Население
Согласно Всероссийской переписи, в 2002 году в посёлке проживало 110 человек (52 мужчины и 58 женщин). По данным на 2005 год в посёлке проживало 95 человек.

## Расположение
Посёлок Красное расположено примерно в 16 км к западу от центра города Подольска. Рядом с посёлком река Страдань впадает в Пахру. В полутора километрах западнее посёлка проходит Калужское шоссе. Ближайшие населённые пункты — деревни Страдань, Софьино и село Красная Пахра.

## Улицы
В посёлке Красное расположены три улицы:
- Октябрьская улица
- Первомайская улица
- Юннатская улица